# 市场渗透率
市场渗透率在市场营销中，指的是市场被一种产品或者服务普及的程度。

## 简介
一个新产品上市的定价策略通常有撇脂定价法和渗透定价法两种。
市场渗透定价策略是以一个较低的产品价格打入市场，以期获得较高的销售量及市场占有率，进而产生显著的成本经济效益。市场渗透定价策略通常用于高速成长的市场。
这种策略的优点是利用相对较低的价格获得快速增长的市场份额，一次形成规模效应获得利润，同时组织和驱逐竞争者。
市场渗透率与市场占有率不同，后者指的是一段时间内（如一年）每个供应商的销售额与市场总额的比值。

## 市场渗透率的表达式
市场渗透率表示的是一种产品或者服务在市场上的覆盖程度。
它是用百分数表示的，公式如下：
市场渗透率= 商品的现有需求量 / 商品的潜在需求量